# Guia d'estratègia
Una guia d'estratègia és un text que descriu de manera detallada com guanyar en un videojoc. En alguns casos es fa servir el terme anglès walkthrough. Tot i que moltes guies d'estratègia són escrites per jugadors (més o menys experts) i publicades sense cap mena de llicència o control de qualitat, també hi ha nombroses editorials especialitzades en la publicació de guies d'estratègia, sovint en concertació amb els publicadors de videojocs. Les guies d'estratègia oficials són editades o bé pels publicadors dels videojocs (com ara la col·lecció Player's Guide de Nintendo) o bé sota llicència exclusiva per a editorials especialitzades (com ara les guies de la saga Final Fantasy, publicades per Piggyback sota llicència de Square).